# Oberrothorn
Oberrothorn är en bergstopp i Schweiz.   Den ligger i distriktet Visp och kantonen Valais, i den södra delen av landet, 110 km söder om huvudstaden Bern. Toppen på Oberrothorn är 3 415 meter över havet, eller 417 meter över den omgivande terrängen. Bredden vid basen är 3,9 km.
Terrängen runt Oberrothorn är huvudsakligen bergig, men den allra närmaste omgivningen är kuperad. Närmaste större samhälle är Zermatt, 5,0 km väster om Oberrothorn. 
Trakten runt Oberrothorn är permanent täckt av is och snö. Trakten runt Oberrothorn är nära nog obefolkad, med mindre än två invånare per kvadratkilometer.